# Степное (Костанайский район)
Степное (каз. Степной) — село в Костанайском районе Костанайской области Казахстана. Входит в состав Айсаринского сельского округа. Находится примерно в 32 км к юго-востоку от центра города Костаная. Код КАТО — 395443300.

## Население
В 1999 году население села составляло 262 человека (132 мужчины и 130 женщин). По данным переписи 2009 года, в селе проживало 77 человек (42 мужчины и 35 женщин).